# Piqued Jacks
Os Piqued Jacks são uma banda de rock italiana formada em 2006 em Buggiano e composta por «E-King» (voz, piano, sintetizador), «Majic-o» (guitarra), «littleladle» (baixo) e «HolyHargot» (bateria). Em 2023 foram seleccionados para representar San Marino no Festival Eurovisão da Canção de 2023, em Liverpool, com a canção «Like an Animal».

## História
Os Piqued Jacks foram formados em 2006 em Buggiano. Em 2010 e 2011, a banda lançou os seus dois primeiros EPs. Logo, em 2012, trabalharam com o produtor de americano Brian Lanese no seu terceiro EP intitulado «Just a Machine», que foi lançado em Janeiro de 2013. Em Março de 2014, trabalharam com Matt Noveskey (Blue October) para os singles «Upturned Perspectives» e «No Bazooka». O seu primeiro álbum de estúdio, «Climb Like Ivy Does», foi lançado em 2015, e 2016 viu também o lançamento da versão acústica, intitulada «Aerial Roots». Em 2016, «ThEd0g» (bateria) foi substituído por Damiano Beritelli, que por sua vez foi substituído em 2017 por «HolyHargot». Em Junho de 2018, foi lançado o single «Wildly Shine», pré-produzido por Michael Beinhorn (Red Hot Chili Peppers, Soundgarden). Quatro meses depois viria o seu segundo álbum de estúdio intitulado «The Living Past», que foi produzido por Dan Weller (Enter Shikari, Bury Tomorrow). Em Abril de 2019, «Penguinsane» (guitarra) foi substituído por M«ajic-o», e em 2019, os Piqued Jacks também ganharam o prémio na categoria Rock no Sanremo Rock.
Em Maio de 2020, os Piqued Jacks passaram a fazer parte da MTV New Generation. Em Setembro de 2020, foi lançado o single «Safety Distance», o primeiro trabalho com Brett Shaw (Foals, Florence + The Machine). Em Março de 2021, lançaram o seu terceiro álbum de estúdio «Synchronizer», produzido por Julian Emery (Nothing But Thieves, McFly), Brett Shaw e Dan Weller. Em 2023, participaram na segunda edição de «Una voce per San Marino», onde apresentaram o single inédito «Like an Animal». Na última noite, o júri coroou-os vencedores, tornando-os representantes de San Marino no Festival Eurovisão da Canção 2023, realizar-se-á em Liverpool.

## Discografia

### Álbuns de estúdio
- 2015 – Climb like Ivy Does
- 2016 – Aerial Roots
- 2018 – The Living Past
- 2021 – Synchronizer

### EP
- 2008 –  Tight-Mess
- 2010 – Momo the Monkey
- 2011 – Brotherhoods
- 2013 – Just a Machine

### Singles
- 2013 – My Kite
- 2013 – Youphoric?!
- 2013 – Amusement Park
- 2014 – Upturned Perspectives
- 2014 – No Bazooka
- 2015 – Romantic Soldier
- 2016 – Shyest Kindred Spirit (Acoustic)
- 2018 – Eternal Ride of a Heartful Mind
- 2018 – Loner vs Lover
- 2018 – Wildly Shine
- 2020 – Safety Distance
- 2020 – Every Day Special
- 2020 – Golden Mine
- 2021 – Elephant
- 2021 – Mysterious Equations
- 2021 – Fire Brigade
- 2022 – Everything South
- 2022 – Particles
- 2022 – Sunflower
- 2023 - Like An Animal
- 2023 - Color Shades
- 2023 - The Gum
- 2024 - Aria